# NGC 3557B
NGC 3557B је елиптична галаксија у сазвежђу Кентаур која се налази на NGC листи објеката дубоког неба.
Деклинација објекта је - 37° 20' 59" а ректасцензија 11h 9m 31,9s. Привидна величина (магнитуда) објекта NGC 3557 износи 12,5 а фотографска магнитуда 13,5. NGC 3557B је још познат и под ознакама ESO 377-15, MCG -6-25-4, PGC 33824.